# Plaza de la Corredera
La place de la Corredera est un des lieux les plus emblématiques de la ville espagnole de Cordoue. Cet espace, unique plaza mayor quadrangulaire d'Andalousie, se trouve au centre de la ville.
L'espace occupé par la place a profondément été remodelée avec le temps. La place a été utilisée à différentes fins, principalement festives, telles que les courses de taureaux, desquelles dérive l'actuel nom de la place.
Le 18 décembre 1981 la place a été déclarée Bien d'Intérêt Culturel.

## Histoire

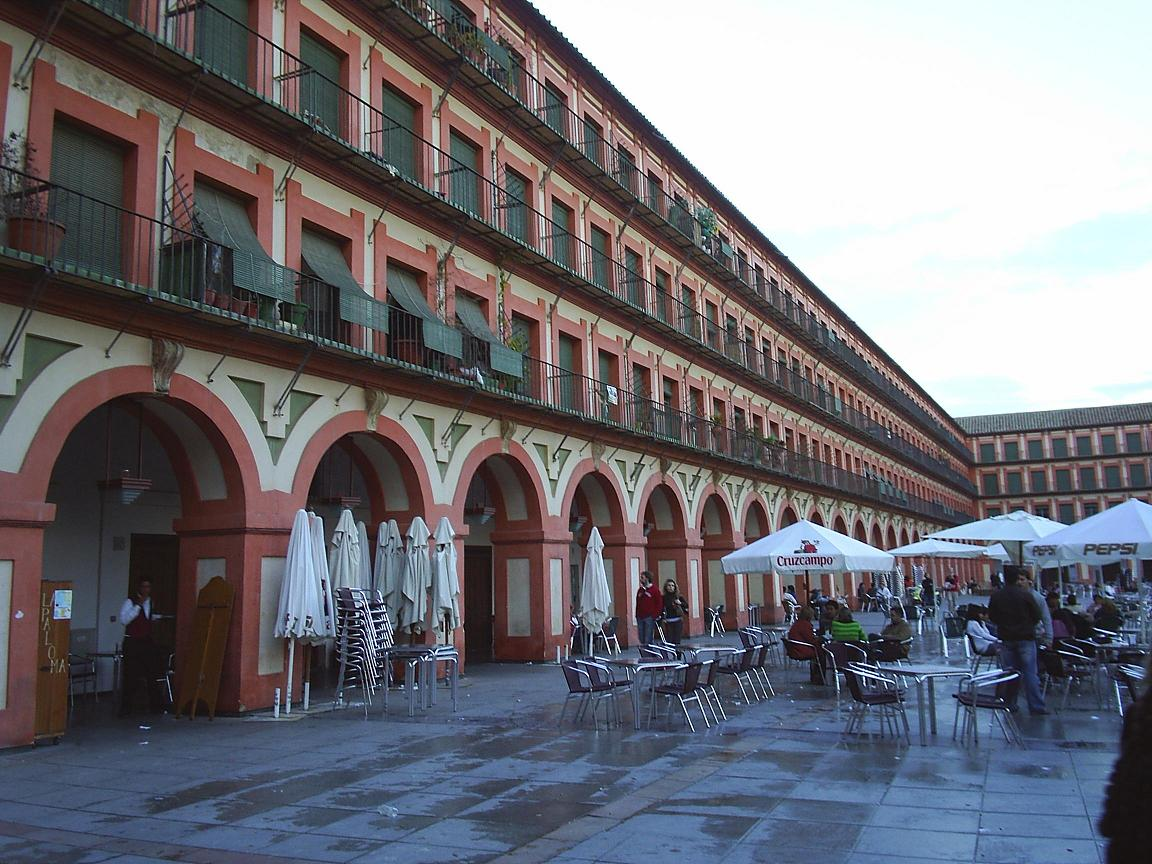
Place de la Corredera

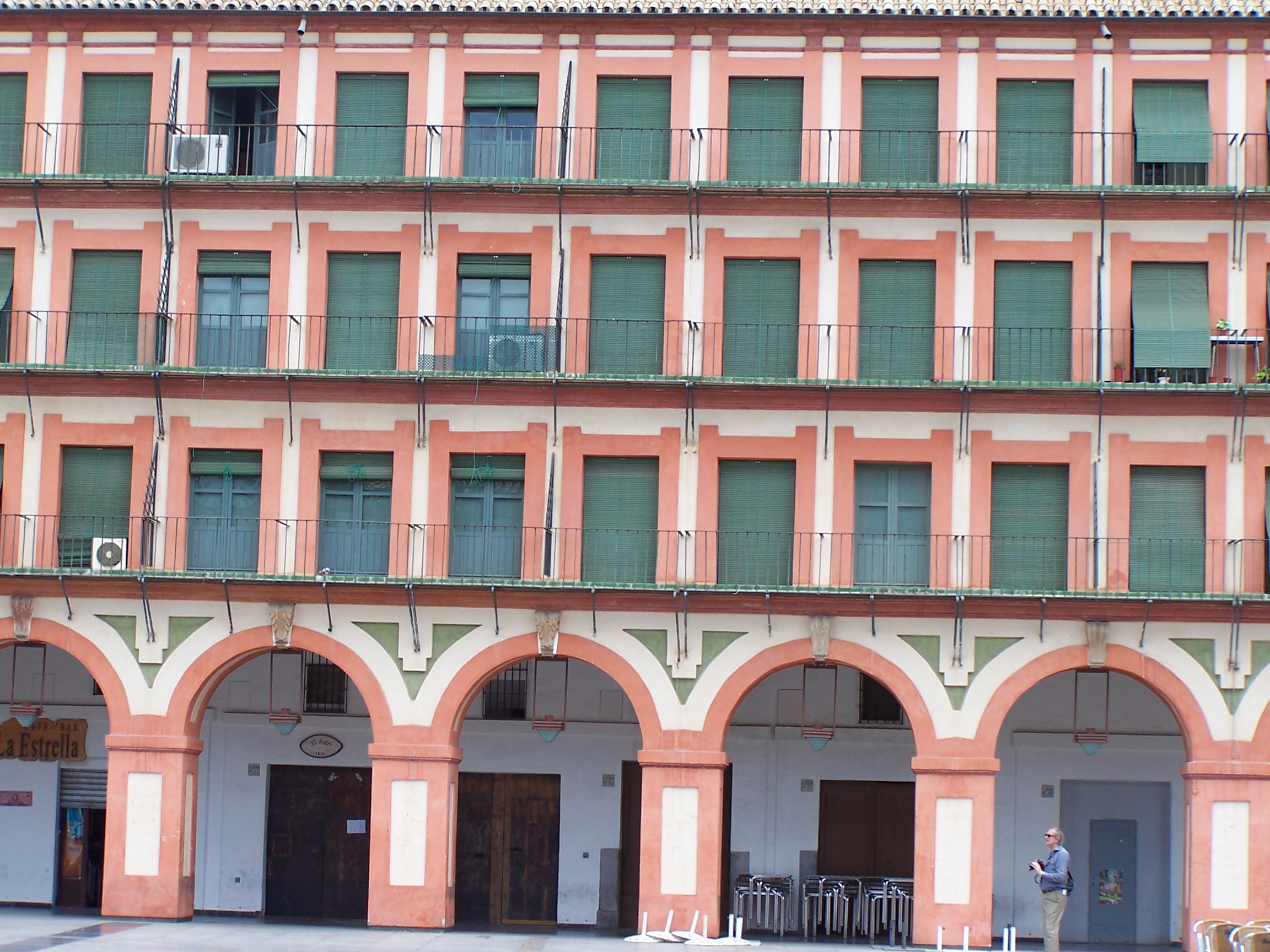
Place de la Corredera, détail des bâtiments

On pense que jusqu'au XVe siècle, la place de la Corredera était une grande esplanade extramuros de la Médina.

### XVIIesiècle: construction
La morphologie actuelle provient du projet de l'architecte de Salamanque Antonio Ramós Valdés, qui a bâti un rectangle de 113 mètres de long et 55 mètres de large, en 1683. La construction n'a pas été intégrale, puisqu'elle s'est limitée aux façades des maisons en raison du manque de fonds.
Bien que l'ensemble soit homogène, à la façon des plazas mayores propres à l'urbanisme baroque, elle a conservé pourtant deux bâtiments antérieurs à cette époque qui contrastent avec la régularité de l'environnement. Ces bâtiments sont l'ancienne Maison Consistoriale et prison et les dénommées “Maisons de Madame María Jacinto”, toutes deux bâties au XVIe siècle.
Le cartographe Albert Jouvin de Rochefort en donne une description au XVIIe siècle :
« Cordoüa n'est pas éloignée des hautes montagnes de la Sierra Morena, située dans une plaine au boed de la Rivière de Guadalquivir. Ce qu'on y voit de plus remarquable, est la plaza Mayor, fermée de belles maisons, semblables à celles de la place de Madrid , soustenuës de portiques & d'arcades, où se tiennent les plus riches Marchands de la ville ; & où aux jours des grandes Festes de l'année, se fait le combart de Taureaux, comme nous le vismes à Madrid. Cette place est à l'un des bouts de la ville ; elle n'est pas éloignée du grand Marché où sont plusieurs beaux Palaisqui jouïssent de la veuë d'un grand bassin, & de la belle fontaine qui paroist au milieu : là les Dominiquains ont leur Convent, où sont plusieurs Chapelles qui méritent d'estre veuës.
Les Maures ont longtemps habité ce costé de l'Espagne, où ils ont fait paroistre qu'ils se plaisoient à Cordoüa, en y laissant plusieurs marques de leur séjour, entre autres leur Mosquée qui sert à présent d'Eglise Episcopale, bastie de telle maniesre qu'il y a plus de deux cens piliers...
La maison de l'Evesque est un ancien bastiment quasi comme la Mosquée...
La plus grande partie des ruës de Cordoüa sont droites, larges et tres-agreables, car elles sont distinguées de belles places, & de grands marchez... les maisons y sont mieux basties qu'en plusieurs villes d'Espagne y ayant quasi dans toutes des jardins & des fontaines.
Celle qu'on appelle il Palatio del Rey, est à l'un des bouts de la ville, où le Roy a de grandes écuries, où nous vismes plus de deux cens chevaux d'Andalousie tous délite, qui est la partie d'Espagne d'où viennent les plus beaux chevaux à Paris...
La belle église des pères Jésuites... le pont du Guadalquivir... Je croiois qu'à Cordoüa il y eût des barques pour descendre à Séville sur cete rivière mais la quantité de rochers & de caractères qui se trouvent sur son cours, comme aux autres rivières du Royaume, en ostent la commodité. »
— A. Jouvin (XVIIe siècle), Le voyageur d'Europe… (1672)
et l'historien espagnol Antonio Guzman Reina (es) l'évoque également en 1966 :
« (...) casi todas las fachadas de la construcción sobresalen hacia fuera con terracillas de madera, la mayor parte con tres y unas pocas con cuatro planos, por o que cuando se hacen las fiestas se agregan alrededor de las escalinatas de madera, decoradas ricamente con telas de varios coloeres sin dejar desnudas las pilastras que las sostienen, Donde se sitúan las damas, ponen sobre el tapiz grandísimos cojines de terciopelo y de brocado y, en suma, no queda parte alguna de la palza que no se va o llena de pueblo o embellecida con adornos. En el centro de uno de los lados mayores hay un edificio muy bueno, ene le cual está la Cárcel Pública. Juanto a éste está la antedicha casa en la que tiene su lugar acotado el Corregidor y los Veinticuatro regidores de la ciudad... »
— Antonio Guzman Reina (es), Córdoba, Siglo XVII '(1966)

### XIXesiècle
Le 5 avril 1893, a commencé à se construire sur la moitié de la place un bâtiment tendant à héberger le marché d'approvisionnements de la place de la Corredera, étant inauguré le 2 août 1896.

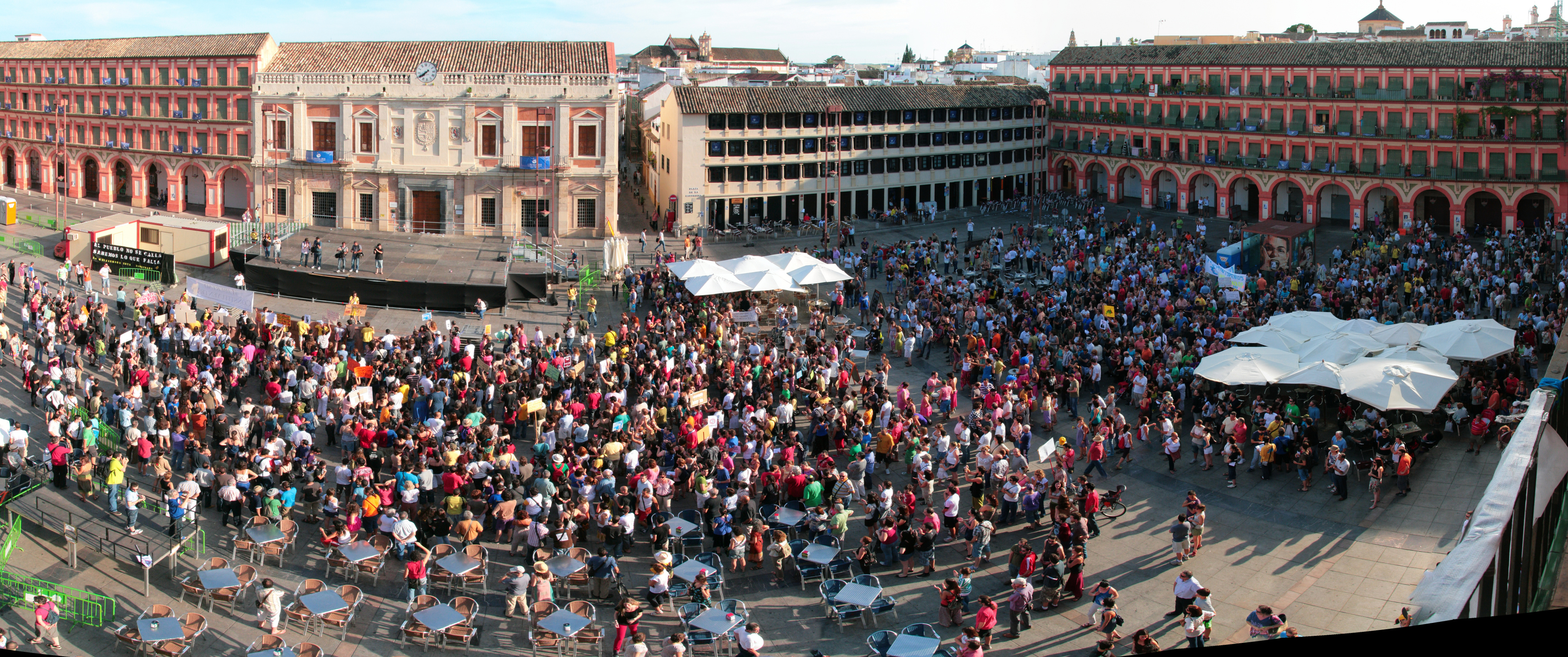
Vue de la place pendant une manifestation.

Jusqu'au XXe siècle, la place de la Corredera a été une grande enclave commerciale. Pío Baroja, dans son livre La Foire des Discrets, l'a décrit de la suivante façon :
« (...) No había dejado de los arcos rinconadas sin puesto ni columna sin tenderete al pie. En el fondo de los proches aparecían los portales de las posadas, con sus patios clásicos y sus nombres castizos como la posada de la Puya del Toro... Las alpargaterías ostentaban como enseña sus ruedos de pleita: los establecimeintos de bebidas, sus anqueles llenos de botellas de colores ; las tiendas de los talabarteros, sus jáquimas, cinchas y atahares ; las triperías, las vejigas y cedazos hechos de piel de burro de Lucena. Aquí, un tejedor de caña iba construyendo cestas; allá, un baratillero poníen en montón unos cuentos libros grasientos, y cerca, una vieja entantigua sacaba del fondo de una sartén una rodaja de merluza y la ponía sobre una lámina de hoja de lata. »
— Pío Baroja, XIXe siècle

### XXeetXXIesiècles
En 1959, le maire de Cordoue a approuvé la démolition du marché pour en réaliser un dans le sous-sol de la place. Lors de cette démolition ont été trouvés plusieurs mosaïques romaines, qui aujourd'hui sont exposées dans l'Alcázar des rois chrétiens de Cordoue.
En 1986 est approuvée la réhabilitation de la place de la Corredera, achevée le 9 décembre 2001.
Il reste sur la place le mercado de la Corredera (es), dit aussi mercado de Sánchez Peña, datant du XVIe siècle.

Place de la Corredera
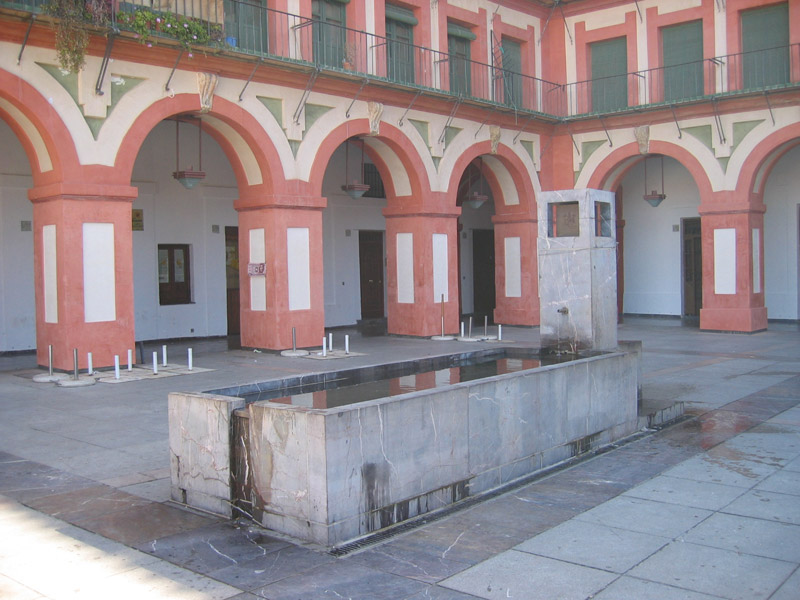
Fontaine
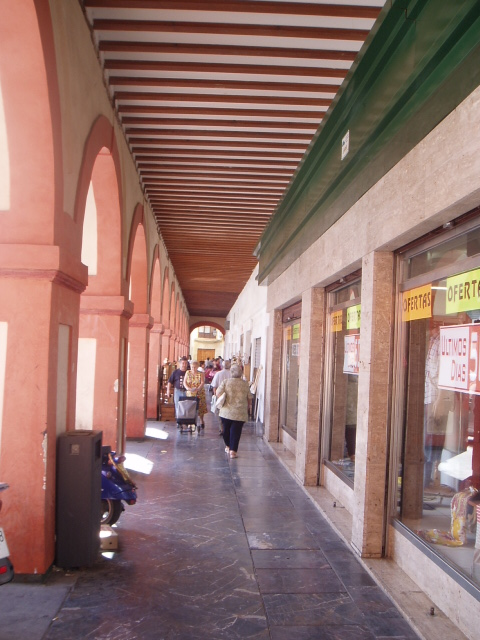
Galerie sous les arcades
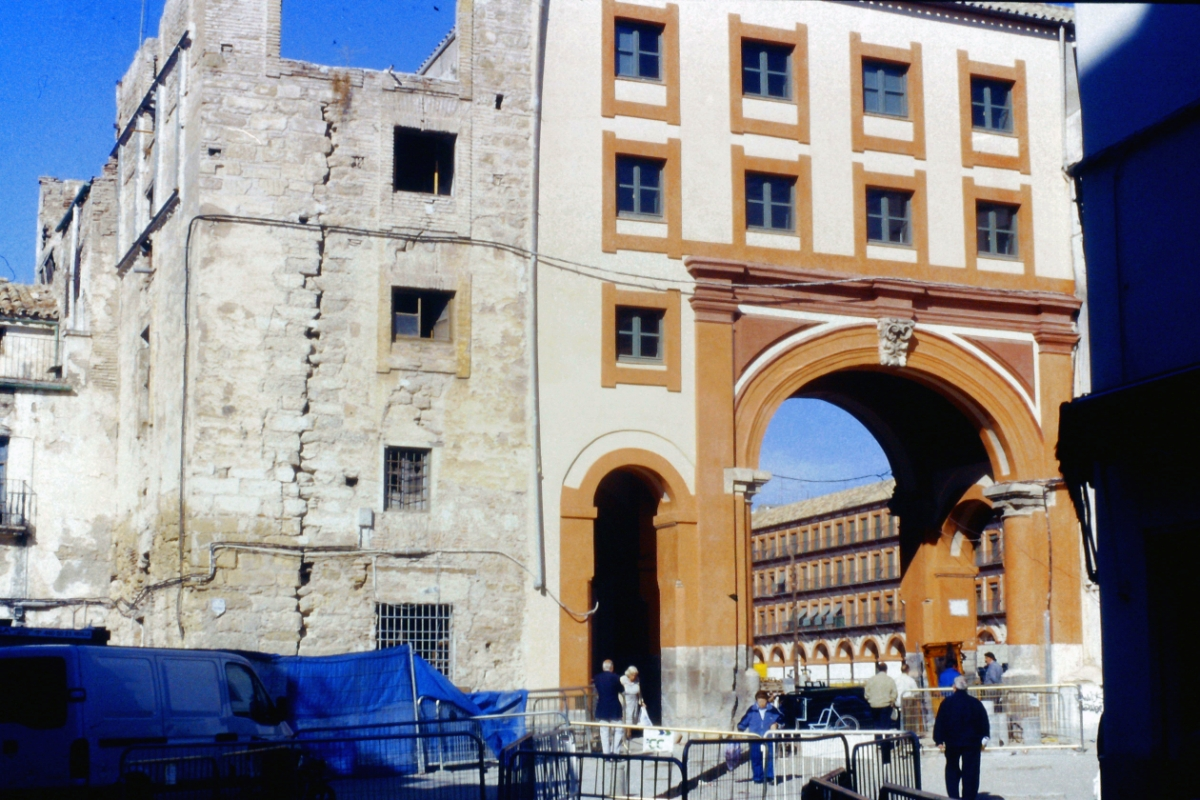
Arc bas
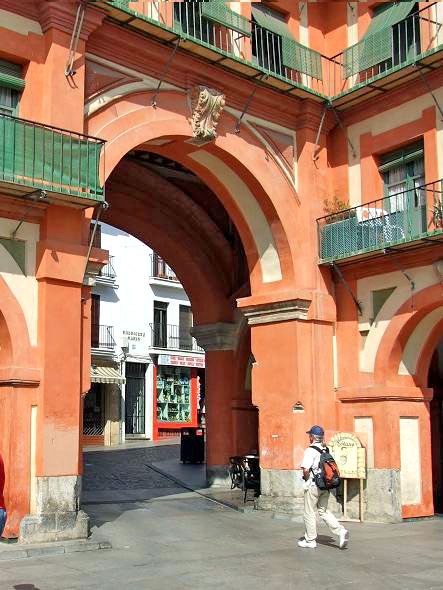
Arc haut
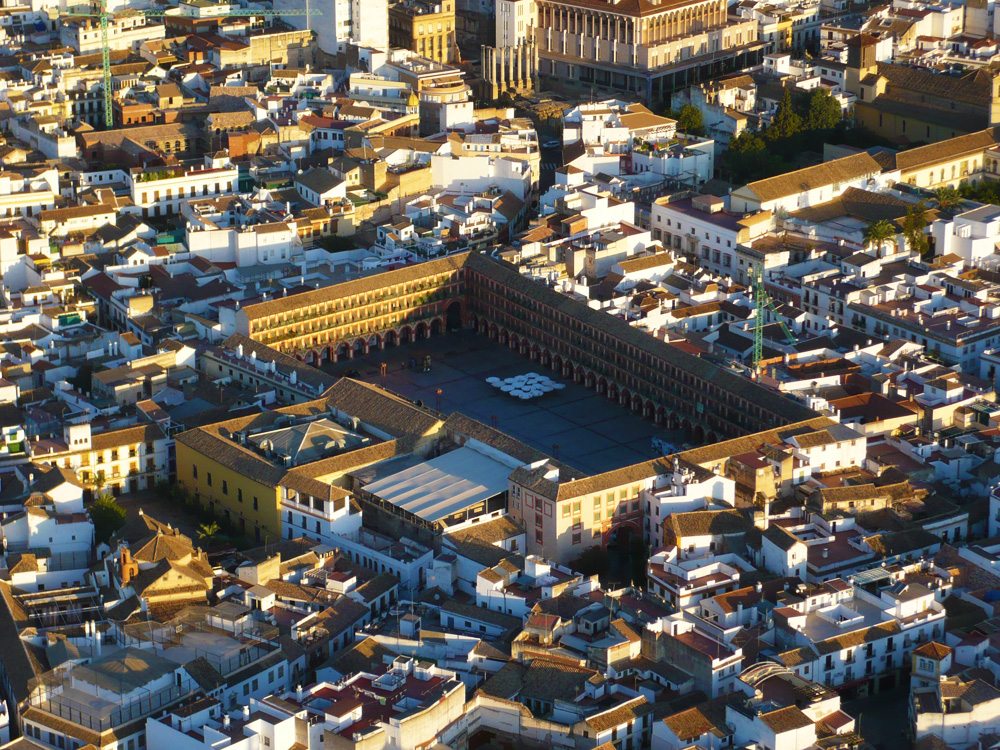
Vue aérienne